# Almojábana
L'almojábana o almojábano és un panet dolç típic de la cuina d'alguns països d'Amèrica Llatina. El seu nom deriva de l'àrab al-muyabbana, que podria traduir-se com "la que té formatge", o com a "coca amb formatge". La història de l'almojábana va ser descrita al Llibre de Coch (1525) del Mestre Robert, quan va escriure en el seu llibre de cuina, la recepta (Coca) de llesques de formatge fresc. A més podem veure-la en un llibre de receptes del segle tretze.
En alguns llocs d'Amèrica del Sud, és una coca o panet fet de farina de blat de moro i formatge camperol al qual s'afegeix mantega, ou i sucre. Amb aquests ingredients es fa una massa de la qual es formen boles que s'aixafen, perquè prenguin la forma de coques a l'hora d'enfornar-les o es rosteixen en la paella.
Les almojábanas es preparen i consumeixen arreu de Colòmbia. És típic prendre-les amb xocolata calenta per esmorzar. Diverses poblacions són famoses per les seves almojábanas, per exemple:
- Quatre Vies, Transversal del Carib, La Guajira.
- Hatonuevo, La Guajira.
- Cuestecitas, La Guajira.
- Campeche, Atlántico.
- La Paz, Cesar.
- Departament de Boyacá i Cundinamarca: En la majoria de pobles d'aquests departaments es preparen, sent destacats Garavito (localitat de Saboyá) en el primer, Paipa (lloc d'origen), Ubaté i Soacha en el segon.

La producció en alguns d'aquests llocs ha patit canvis a causa dels insumos utilitzats, generant que el consum es distribueixi a altres llocs que també ofereixen les almojábanas.